# Litlmolla
Litlmolla è un'isola facente parte del comune di Vågan, nel Nordland (Norvegia). L'isola si trova a est di Svolvær, tra Stormolla e il villaggio di Skrova. Ha una superficie di 10 km². Il punto più alto dell'isola è il monte Nonstinden, alto 543 metri. L'isola era abitata nell'antichità ma è stata abbandonata presto per il clima troppo rigido.